# Zalążek

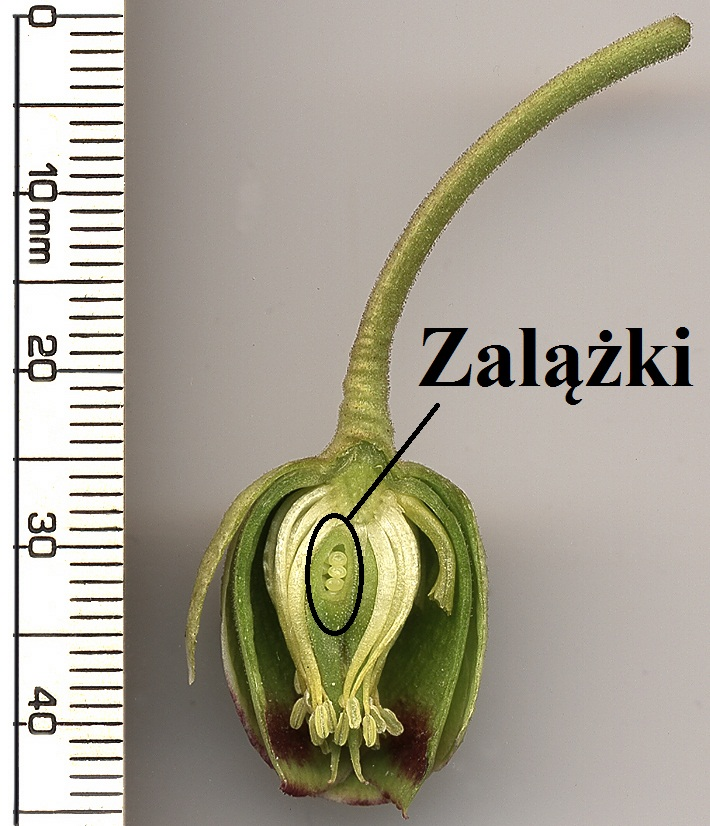

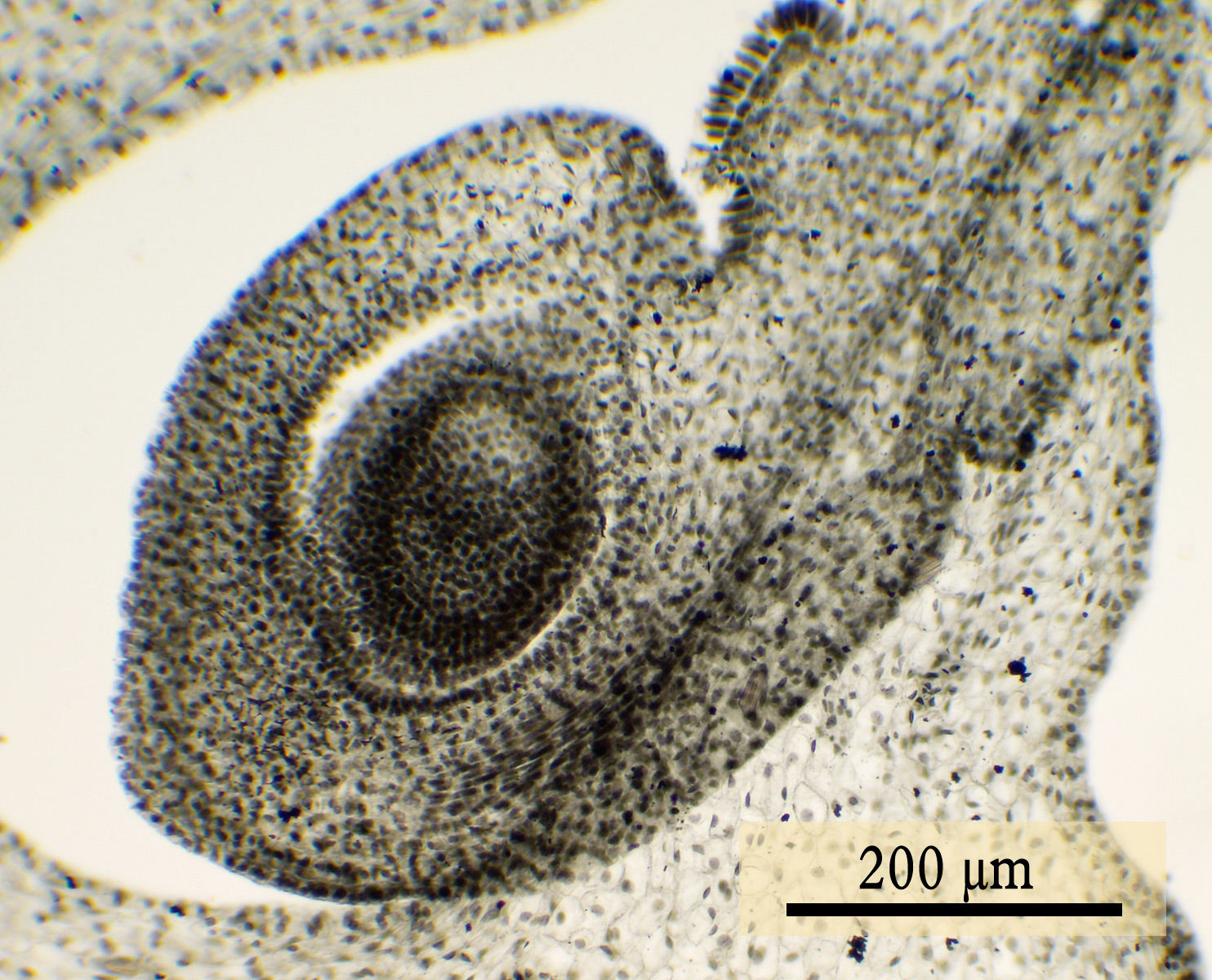

Zalążek – żeński organ rozmnażania występujący u roślin nasiennych, w którym rozwija się komórka jajowa i po jej zapłodnieniu – zarodek. Z zalążka powstaje nasiono.

## Zalążek nagonasiennych
U nagonasiennych zalążek powstaje na wzgórku merystematycznym w kącie łuski nasiennej lub na brzegu megasporofilu (u sagowców), dlatego nagonasienne zwane są także nagozalążkowymi. Pojedyncza osłonka (integumentum) z okienkiem otacza ośrodek (nucellus). Jedna z komórek ośrodka dzieli się mejotycznie, po czym z potomnych czterech komórek (tetrady) jedna rozwija się w gametofit żeński z rodniami zawierającymi komórki jajowe. Po zapłodnieniu zwykle tylko jedna z nich rozwija się w zarodek, dla którego pozostała część gametofitu pełni funkcję tkanki odżywczej. Osłonka rozwija się w łupinę nasienną.

## Zalążek okrytonasiennych
Zalążek powstaje wewnątrz słupka w zalążni i dlatego okrytonasienne zwane są także okrytozalążkowymi. Liczba zalążków w zalążni może być różna i jest charakterystyczna dla danego gatunku rośliny. Przykładowo u pszenicy jest jeden zalążek, u fasoli kilka lub kilkanaście, a u maku lekarskiego kilkaset. Zalążek powstaje ze szczególnej tkanki twórczej tworzącej łożysko (placenta). Do łożyska przymocowuje się za pomocą sznureczka (funiculus), przez który wnikają do niego wiązki przewodzące. W zwykle owalnym zalążku rozróżnia się: najczęściej dwie osłonki (integumenta) z okienkiem i ośrodek (nucellus). Jedna z komórek ośrodka dzieli się mejotycznie, po czym z potomnych czterech komórek (tetrady) jedna rozwija się w bardzo zredukowany gametofit żeński określany tu mianem woreczka zalążkowego. Zazwyczaj od strony okienka różnicuje się w jego obrębie komórka jajowa wraz z dwiema komórkami pomocniczymi (synergidami). Po stronie przeciwnej skupiają się trzy komórki zwane antypodami, podczas gdy w środku rośnie okazała komórka centralna zawierająca dwa jądra komórkowe. Po wprowadzeniu do woreczka zalążkowego dwóch komórek plemnikowych przez łagiewkę pyłkową następuje podwójne zapłodnienie – jedna z nich łączy się z komórką jajową, tworząc zygotę rozwijającą się w zarodek, druga z komórką centralną woreczka zalążkowego, w rezultacie czego powstaje triploidalne bielmo. W rozwijającym się nasieniu z osłonek powstaje łupina nasienna.
W obrębie owocolistka zalążki mogą być umieszczone w różny sposób:
- marginalnie – na brzegach zrastających się owocolistków
- laminarnie – na powierzchni owocolistków

W obrębie zalążni zalążki mogą być osadzone:
- parietalnie (ściennie)
- centralnie
  - kątowo
  - kolumnowo

## Typy budowy
Wyróżnia się kilka typów zalążków w zależności od położenia sznureczka i okienka:
- zalążek ortotropowy (wyprostowany) – okienko (mikropyle) na tej samej osi co osadka (chalaza) i sznureczek (funiculus); ten układ, najprostszy i wymagający najmniej zmian kierunku wzrostu podczas rozwoju zalążka, występuje rzadko (u ok. 20% opisanych rodzin, np. u rdestowatych i pokrzywowatych);
- zalążek anatropowy (odwrócony) – wskutek nierównomiernego wzrostu sznureczka rozwijający się zalążek zagina się o 180º i zwraca się wierzchołkiem mikropylarnym do łożyska, a sznureczek zrasta się z zewnętrzną osłonką. Ten typ zalążków jest najczęstszy (głównie w kladzie asterids, dawniej Sympetalae). Sznureczek niektórych gatunków rośnie tak intensywnie, że obraca zalążek dwa razy, tj. o 360º lub więcej (np. u kaktusowatych);
- zalążek kampylotropowy (zgięty) – typ pośredni między zalążkiem ortotropowym a anatropowym (np. w rodzinie bobowatych);
- zalążek amfitropowy – podobny do kampylotropowego, ale zgięcie jest tu silniejsze, dotyczy nie tylko osłonek zalążka, ale także woreczka zalążkowego;
- zalążek hemitropowy (hemianatropowy – poprzeczny) (np. u jaskrów).

Pomiędzy wyżej wymienionymi formami wyróżnia się niekiedy formy pośrednie.